# Tmeimichatt
Tmeimichatt (ou Tmeïmîchât) est une ville et une commune de l'ouest de la Mauritanie, située à la frontière avec le Sahara occidental, dans la région du Dakhlet Nouadhibou et non loin des limites avec deux autres régions administratives, l'Inchiri et l'Adrar.
La localité se trouve à proximité de la ligne de chemin de fer qui relie Nouadhibou à Zouerate.

## Population
Lors du recensement de 2000, Tmeimichatt comptait 526 habitants.